# NGC 1147
NGC 1147 је ознака објекта на координатама са ректансцензијом 2h 55m 9,2s и деклинацијом - 9° 7" 11'. Открио га је Франк Милер, 1886. Каснијим посматрањима на том положају није уочен никакав астрономски објекат.